# Gatesville (Carolina del Nord)
Gatesville è una città degli Stati Uniti d'America situata nella Carolina del Nord, nella Contea di Gates, della quale è anche il capoluogo.